# Chery Tiggo 3x
La Chery Tiggo 3X è un'autovettura di tipo Crossover SUV prodotta dalla casa automobilistica cinese Chery Automobile a partire dal 2016. 
Viene commercializzata in Sud America e Russia con il nome di Chery Tiggo 2 e in Italia importata dalla DR Automobiles a partire dal 2018 come DR 3.

## Il contesto
La Chery Tiggo 3x è una crossover di segmento B derivata dalla Chery Fulwin 2 cinque porte; venne presentata al Salone dell'Auto di Pechino nell’aprile 2016 e in termini di dimensioni e di prezzi era la crossover più economica della gamma Tiggo. Le vendite in Cina partono dal novembre 2016.
Venne sviluppata partendo dalla Fulwin, nello specifico la scocca e il pianale sono gli stessi compreso la vetratura e i fanali posteriori mentre cambiano i lamierati e gli interni. 
La carrozzeria è lunga 4,20 metri, larga 1,760 metri e alta 1,570, maggiore rispetto alla Fulwin mentre il passo è lo stesso pari a 2,555 metri. È disponibile solo a trazione anteriore.
La Tiggo 3x era inizialmente disponibile solo con un motore a benzina Acteco da 1,5 litri quattro cilindri in grado di erogare 106 CV e 135 Nm di coppia massima a 2750 giri/min, abbinato a un cambio manuale a cinque rapporti o ad un cambio automatico a quattro rapporti. Un motore turbo da 1.2 litri turbo da 150 CV era stato annunciato per il mercato cinese all'inizio del 2017 ma non entrerà mai in listino. 
Sempre nel 2017 inizia ad essere esportata al di fuori della Cina (in Russia, sud-est asiatico e Sud America) ribattezzata Chery Tiggo 2. In Brasile verrà prodotta in complete knock down dal 19 maggio 2017 nello stabilimento Chery di Jacareí.
Nel marzo del 2018 debutta la versione elettrica denominata Tiggo 3xe sviluppata dalla sussidiaria Chery New Energy con autonomia pari a 401 km (ciclo NEDC).

## Restyling 2020: Tiggo 3x Plus/Pro

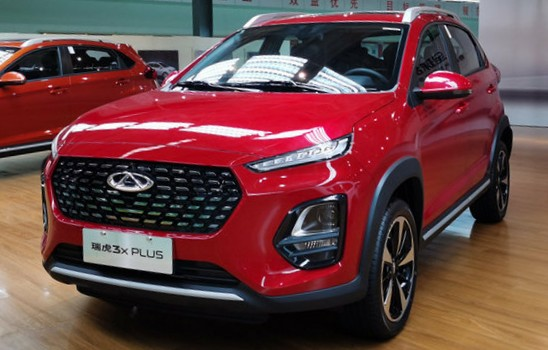
La Tiggo 3x Plus

Nell’agosto 2020 viene presentato il restyling denominato Plus o Pro (a seconda dell’allestimento) che porta al debutto il nuovo frontale con fanali a LED molto più sottili e nuova calandra esagonale con nuovo logo Chery; vengono cambiati i paraurti anteriori e posteriori e internamente viene rinnovata la plancia con nuovo schermo dell’infotainment touchscreen da nove pollici e nuova strumentazione TFT da sette pollici, nuove plastiche nella parte frontale al passeggero e nuovi pannelli delle portiere disponibili anche in tinte a contrasto. Il motore 1.5 benzina viene potenziato a 116 cavalli e viene riomologato secondo la normativa China VI e viene accoppiato al cambio manuale a cinque rapporti o automatico CVT che simula nove rapporti nella modalità manuale.
Nel mercato sud americano tale restyling viene introdotto nel 2021 assemblato dalla CAOA e porta al debutto un nuovo motore 1.0 turbo tre cilindri flex fluel (a miscela benzina ed etanolo) 12 valvole con fasatura variabile VVT erogante 98 cavalli a benzina e 102 ad etanolo.

## Restyling 2023: Tiggo 3x
Nel 2023 viene introdotto un nuovo restyling, che riguarda sostanzialmente l'estetica. Viene ridisegnato l'anteriore con nuovi gruppi ottici e una nuova griglia. Al posteriore trovano posto uno spoiler e le luci a disposizione lineare. Il motore è ancora un aspirato da 1,5 litri, in grado di erogare una potenza massima di 85 kW con cambio manuale a 5 velocità o un cambio CVT.

## Versione elettrica

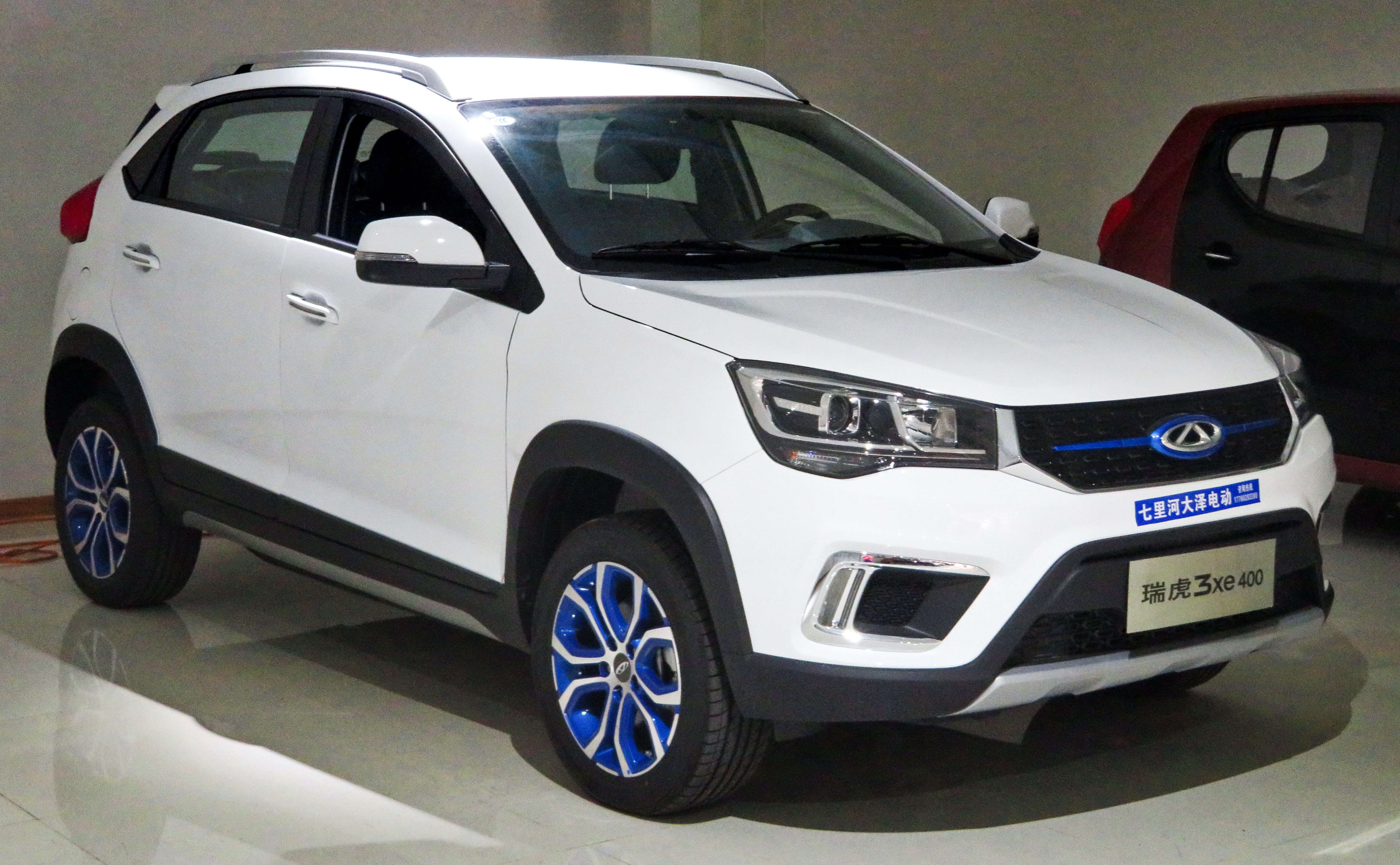
Tiggo 3xe, versione elettrica

La versione elettrica viene manciata sul mercato il 27 maggio 2018 denominata Tiggo 3xe possiede un motore elettrico sincrono trifase a magneti permanenti erogante 90 kw di potenza di picco e 250 Nm di coppia massima abbinato ad una batteria agli ioni di litio da 53.6 kWh che garantisce 401 km di autonomia nel ciclo NEDC. Il motore elettrico è della Yaskawa Electric Corporation e prodotto in Cina dalla joint venture Chery Yaskawa. La velocitá massima dichiarata è di 151 km/h. La ricarica avviene in 6-8 ore mentre la ricarica rapida (80%) avviene in mezz’ora. La massa a vuoto della vettura è compresa tra i 1500 e 1515 kg.